# Бурман, Патрик
Ульф Па́трик Бу́рман (швед. Ulf Patrik Burman; род. 20 апреля 1968, Соллефтео, Вестерноррланд) — шведский кёрлингист на колясках.
В составе сборной Швеции по кёрлингу на колясках бронзовый призёр зимних Паралимпийских играх 2010, участник двух чемпионатов мира (серебряные призёры в 2009). Чемпион Швеции.
Играл на позициях второго и третьего.

## Достижения
- Зимние Паралимпийские игры: бронза (2010).
- Чемпионат мира по кёрлингу на колясках: серебро (2009).
- Чемпионат Швеции по кёрлингу на колясках: золото (2014).

## Команды
| Сезон   | Четвёртый     | Третий         | Второй           | Первый           | Запасной                                  | Турниры            |
| ------- | ------------- | -------------- | ---------------- | ---------------- | ----------------------------------------- | ------------------ |
| 2008—09 | Ялле Юнгнелл  | Гленн Иконен   | Патрик Бурман    | Анетте Вильгельм | тренеры: Thomas Wilhelm, Patrik Kihlström | ЧМК 2009           |
| 2009—10 | Ялле Юнгнелл  | Гленн Иконен   | Патрик Бурман    | Анетте Вильгельм | Патрик Каллин тренер: Томас Нурдин        | ЗПИ 2010           |
| 2010—11 | Гленн Иконен  | Патрик Бурман  | Патрик Каллин    | Кристина Уландер | Gert Erlandsson тренер: Ялле Юнгнелл      | ЧМК 2011 (8 место) |
| 2013—14 | Патрик Бурман | Michael Sahlén | Кристина Уландер | Бернт Шёберг     |                                           | ЧШК 2014           |

(скипы выделены полужирным шрифтом)